# Windsor (Carolina del Sud)
Windsor és una població dels Estats Units a l'estat de Carolina del Sud. Segons el cens del 2000 tenia 127 habitants.

## Demografia
Segons el cens del 2000, Windsor tenia 127 habitants, 52 habitatges i 34 famílies. La densitat de població era de 49 habitants/km².
Dels 52 habitatges en un 36,5% hi vivien nens de menys de 18 anys, en un 55,8% hi vivien parelles casades, en un 9,6% dones solteres, i en un 34,6% no eren unitats familiars. En el 28,8% dels habitatges hi vivien persones soles l'11,5% de les quals corresponia a persones de 65 anys o més que vivien soles. El nombre mitjà de persones vivint en cada habitatge era de 2,44 i el nombre mitjà de persones que vivien en cada família era de 3,09.
Per edats la població es repartia de la següent manera: un 28,3% tenia menys de 18 anys, un 3,1% entre 18 i 24, un 37,8% entre 25 i 44, un 22% de 45 a 60 i un 8,7% 65 anys o més.
L'edat mediana era de 35 anys. Per cada 100 dones de 18 o més anys hi havia 89,6 homes.
La renda mediana per habitatge era de 35.833 $ i la renda mediana per família de 42.083 $. Els homes tenien una renda mediana de 35.833 $ mentre que les dones 23.750 $. La renda per capita de la població era de 14.828 $. Entorn del 9,8% de les famílies i el 14,3% de la població estaven per davall del llindar de pobresa.

## Poblacions més properes
El següent diagrama mostra les poblacions més properes.